# Adalbert de Praga
Adalbert de Praga (Vojtěch en txec, Wojciech en polonès), (Libice nad Cidlinou, Bohèmia, ca. 956 - Truso, oblast de Kaliningrad, Prússia, 23 d'abril de 997) fou un bisbe de Praga i sant catòlic. És venerat com a sant per diverses confessions cristianes. Va ser una figura important en la consolidació del cristianisme a Bohèmia, va batejar els reis d'Hongria—convertint el cristianisme en religió del regne—i va evangelitzar Prússia i Pomerània. És, per això, el sant patró de Bohèmia, Hongria i Prússia, a més de patró de Polònia. És anomenat apòstol dels eslaus.

## Biografia
Nasqué a Libice nad Cidlinou (Bohèmia) a la família noble dels Slavník (els Slavnikovci), una de les més poderoses del regne, rival de la família regnant, els Premysl; era fill del príncep Slavník i germanastre de Radzim Gaudenty. Va estudiar durant dotze anys a Magdeburg, sota la tutela de l'arquebisbe Adalbert (més tard Sant Adalbert de Magdeburg) de qui, en morir aquest, prendria el nom com a homenatge.

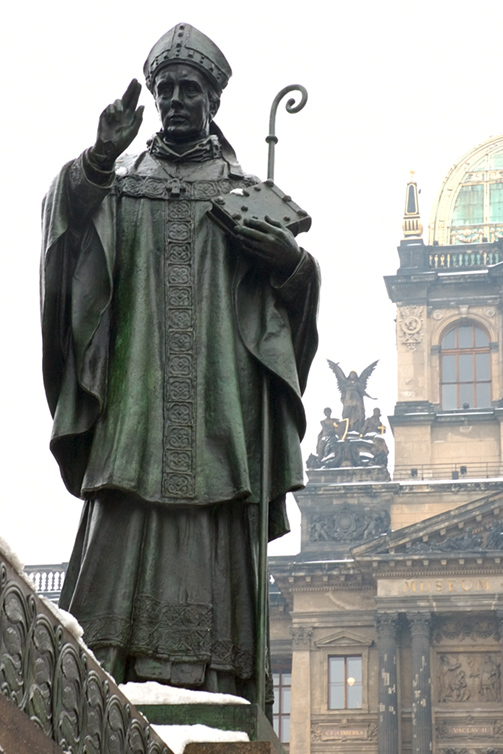
Estàtua de Sant Adalbert de Praga

El 3 d'abril de 983 fou nomenat bisbe de Praga a petició de Boleslau II de Bohèmia. Aviat, frustrat per la manera de viure dels seus feligresos, encara practicant els costums pagans, marxà el 989 a Roma per tal de demanar al Papa que el rellevés del seu càrrec. Restà quatre anys a Itàlia i ingressà com a monjo a l'Abadia de Montecassino. El 992, l'arquebisbe de Magúncia li demanà que tornés a fer-se càrrec del bisbat de Praga i hi tornà, acompanyat d'alguns monjos benedictins. Amb l'ajut de Boleslau II va fundar, en 993 a Brevnov, la primera abadia benedictina del regne.
Va batejar el rei Géza d'Hongria i el seu fill Esteve, futur Sant Esteve d'Hongria. Continuava, però, sense aconseguir els seus objectius a Bohèmia i va tornar a Roma el 994. En 995 la seva família va ser massacrada pels homes de Boleslau II.
Adalbert va prendre la decisió de convertir els prussians. El duc Boleslau I de Polònia, futur rei de Polònia, li donà suport i li oferí una escorta militar que el va acompanyar fins a Gdańsk. Els pobles bàltics, però, no van mostrar-se oberts a la predicació i el 23 d'abril de 997, prop de Trusol (Elblag) (o a l'oblast de Kaliningrad, prop de Beregovoe), van martiritzar-lo, decapitant-lo i emapalant-ne el cap.

## Culte

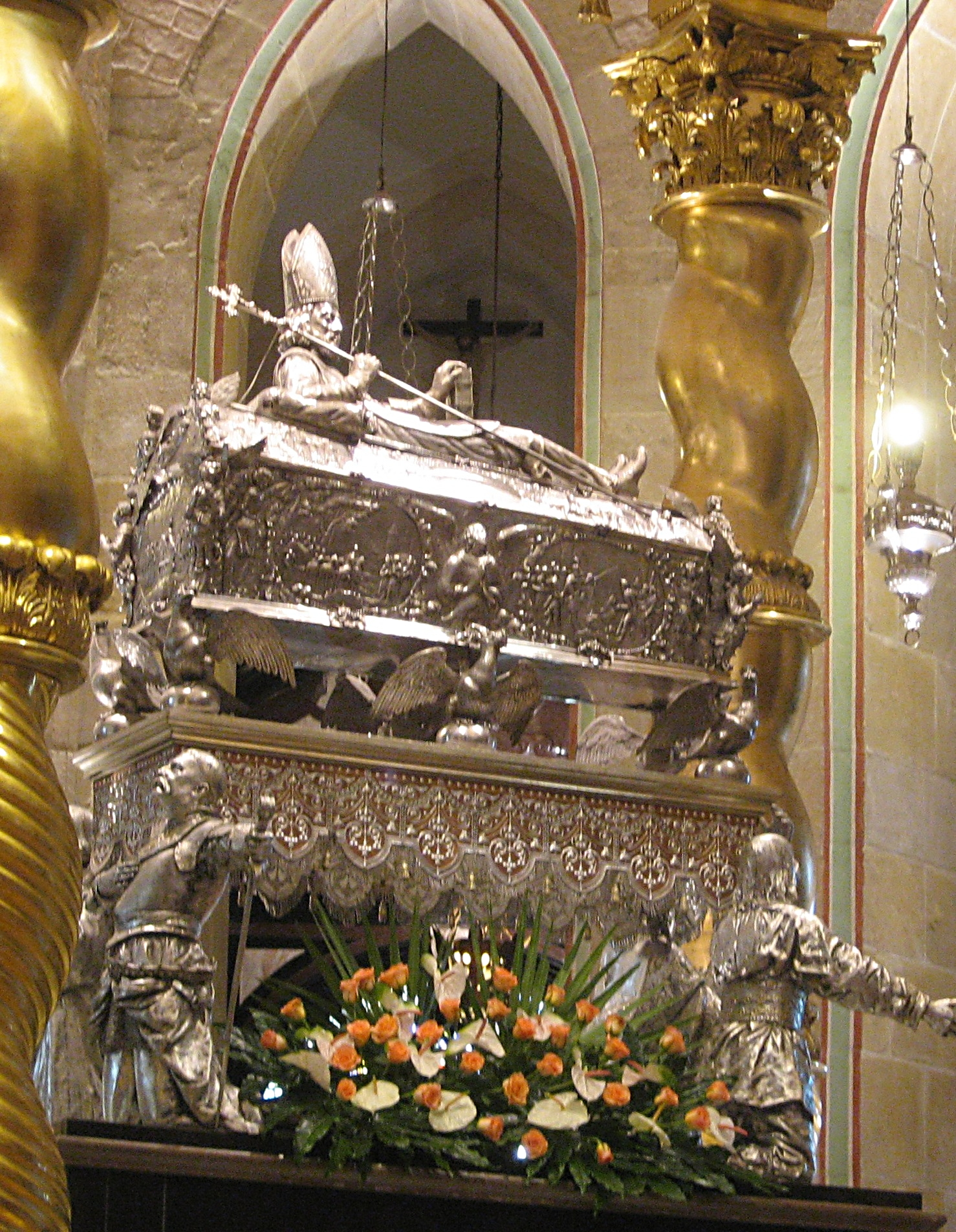
Reliquiari d'argent de Sant Adalbert a la Catedral de Gniezno

La llegenda diu que el duc Boleslau I el Valent va comprar el cos del sant pagant-ne el pes en or i el va fer portar a Gniezno (Polònia), on és enterrat a la catedral. Va ser canonitzat, vox populi, en 999 pel papa Silvestre II. La seva tomba va esdevenir lloc de pelegrinatge i la seva vida va ser escrita i difosa en nombroses biografies (Vita Sacti Adalberti). Va ser també venerat a Roma, Lieja i Aquisgrà.
L'any 1000, l'emperador Otó III, va pelegrinar a Gniezno i va retre homenatge al sant.
En 1038, els txecs del príncep Bretislau I van atacar Polònia, destruint Poznań i Gniezno en 1039, fent-ne traslladar les relíquies de Sant Adalbert a Praga. Diu la tradició que una part se'n va poder conservar: actualment, les restes del sant es reparteixen entre Gniezno i Praga, a la Catedral de Sant Vit. L'autenticitat, però, és dubtosa, ja que a tots dos llocs hi ha una calavera del sant (la de Gniezno va ser robada en 1923).
Adalbert va fer de Bohèmia una nació significativa en l'Europa cristiana. A Polònia, va legitimar Boleslau I en consagra-lo com a rei i reforçar-ne la posició enfront dels seus veïns. Va influir notablement en la política d'Otó III, que va fer servir el suport dels eslaus per a reforçar el Sacre Imperi.
La festivitat de Sant Adalbert de Praga és el dia de la seva mort, el 23 d'abril.